# Dmitry Masleev
Dmitri Masléiev (en ruso, Дми́трий Влади́мирович Масле́ев), es un pianista de música clásica, ganador en 2015 del Concurso Internacional Chaikovski en Moscú. Nació el 4 de mayo de 1988 en Ulán-Udé, una ciudad siberiana entre el lago Baikal y la frontera con Mongolia. 

## Biografía
Masleev fue educado en el Conservatorio de Moscú en la clase del profesor Mijaíl Petujov, y en la Academia Internacional de Piano del Lago Como de Italia.
Masleev ganó el 7º Concurso de piano Adilia Alíeva en Gaillard, Francia (2010), el 21º Premio Chopin en el Concurso de Piano de Roma (2011), el Concurso Antonio Napolitano de Salerno (2013), el 3r. premio en el 2º Concurso de Música Rusa en Moscú (2014), y en el Concurso Internacional Chaikovski (2015) ganó el Primer Premio y la Medalla de Oro así como un premio especial para la interpretación de un concierto de Mozart.
Masleev ha actuado por todo el mundo, en países como Rusia, Japón, Estados Unidos, Italia, China e Inglaterra, y ha colaborado con directores como Valeri Guérguiev y Yevgueni Svetlánov. En enero de 2017, en el Carnegie Hall, Masleev hizo su debut en el Auditorio Isaac Stern con un recital con obras de Domenico Scarlatti, Beethoven, Liszt, Rajmáninov y Prokófiev. En la temporada 2016-17 también actúa en París dos veces: en la Filarmónica de París y la Fondation Louis Vuitton.
En su primera temporada de gira, Masleev fue calificado como "futuro gran pianista" (La Croix) de "virtuoso brillante" (The Financial Times), "musicalidad de proporciones metafísicas" (Neue Musikzeitung), "el descubrimiento de un nuevo y verdadero talento" (Classic Toulouse), que retrata la "fragantes paisajes" (Aachener Zeitung), mientras que "inteligentemente rompe los niveles de sonido" (Utmisol). Entre sus más notables actuaciones se pueden destacar las del Klavierfestival Ruhr, la Philharmonie Gasteig en Múnich, la Roque d'Anthéron y los festivales de piano de Bérgamo y Brescia, dos giras en Japón con Valeri Guérguiev y Yuri Bashmet, el debut francés con la Orchestre National du Capitole de Toulouse, la gala de inauguración del Festival de Estambul, así como la sustitución de última hora, de la indisposición de Maurizio Pollini en Basilea.
"Un descubrimiento y un brillante pianista", es como su colega Borís Berezovski describe a Masleev, que participa en el Pianoscope Festival en Francia, dirigido por Berezovski. Después[¿cuándo?] los dos pianistas van a dar un par de conciertos a dúo en Moscú, con música de Bartók y Liszt.